# Sertularella levigata
Sertularella levigata är en nässeldjursart som beskrevs av Eberhard Stechow 1931. Sertularella levigata ingår i släktet Sertularella och familjen Sertulariidae. Inga underarter finns listade i Catalogue of Life.